# Femke de Walle
Femke de Walle (Baambrugge, 13 maart 1983) is een presentatrice en muzikant uit Gorredijk. Na de havo op het Christelijk Lauwers College in Buitenpost, studeerde ze journalistiek op de Hogeschool Windesheim in Zwolle.
Ze werd radioverslaggeefster en presentatrice bij Omrop Fryslân. Ze presenteerde daar het programma Klipkar. Ze is ook muzikant (piano) bij haar zus Elske DeWall.